# Ta Te Show
Ta Te Show fue un programa de televisión argentino que se emitió por la pantalla de Telefé de 1993 a 1997, fue conducido por Leonardo Simons hasta octubre de 1996, hasta finales del 1996 por Silvio Soldán y durante todo 1997 por Fernando Bravo.
El programa era la versión local del formato americano The Hollywood Squares, creado en 1965 para la cadena NBC.

## Temática
Leonardo Simons vio el programa The Hollywood Squares y convenció a las autoridades de Telefe para adaptarlo a la pantalla argentina.
El programa tenía lugar los sábados por la noche, a las 20. El conductor era Leonardo Simons y el entretenimiento consistía en dos participantes (uno representando a la O y el otro a la X) que debían elegir a uno de los nueve artistas famosos invitados ubicados en un panel con forma de tablero de ta-te-ti. El conductor formulaba una pregunta de cultura general, el artista respondía y el participante debía responder si la respuesta del artista es verdad o es mentira. Si acertaba, se activaba su símbolo en el casillero y si fallaba, se activaba el símbolo de su adversario. El que lograba hacer una línea pasaba a la final, en la cual participaban los ganadores de ambas rondas, y el ganador de la final jugaba por uno de los cinco autos (de la línea FIAT).
El participante debía elegir un sobre y en ese sobre aparecía la imagen del modelo de auto por el que jugaría, y luego debía elegir a uno de los artistas del panel, que para ese momento cada uno tenía una llave. Si el participante elegía correctamente, o sea si la llave del artista elegido arrancaba, se ganaba el auto.
El programa fue un éxito total (era incluso el programa de mayor índice de audiencia del día) hasta que el 15 de octubre de 1996, Leonardo Simons se suicidó arrojándose desde el piso 13 de un edificio de la Av. Córdoba, donde tenía la oficina de su productora publicitaria. Este hecho conmocionó a la prensa, al ambiente artístico y al público que seguía el programa cada sábado.
Tras el suicidio de Simons, Silvio Soldán, amigo de él, se hizo cargo de la conducción del programa hasta finales de aquel año, a pedido del canal y de la familia de Leonardo. Al año siguiente lo reemplazó Fernando Bravo, pero el índice de audiencia cayó y, pese a haber cumplido su temporada de 9 meses, el programa fue levantado del aire y quitado de la parrilla de programación.